# Phare d'El Cabiño
Le phare d'El Cabiño est un phare situé sur un promontoire nommé El Cabiño au nord-est de la ville de Boujdour (Région de Laâyoune-Sakia El Hamra - Maroc). Il est situé dans le Sahara occidental rendu au Maroc en 1975.
Il est géré par l'autorité portuaire et maritime au sein du Ministère de l'équipement, du transport, de la logistique et de l'eau.

## Histoire
C'est un phare de construction récente comprenant une tour cylindrique de 32 m de haut avec une lanterne. Un bâtiment annexe de 2 étages se trouve juste à côté. La tour est blanche avec huit bandes horizontales noires et la lanterne est noire. Le phare émet trois éclats blancs, toutes les 20 secondes, à une hauteur focale de 37 m et une portée maximale de 16 km.
Le phare est proche de la mer et son enceinte primitive est déjà ensevelie par le sable. Il est érigé sur un petit cap à 35 km au nord-est de Boujdour.
Identifiant : ARLHS : WSA005 - Amirauté : D2626 - NGA : 24288.
|          |
| Le phare |

### Lien connexe
- Liste des phares du Maroc